# Farol de Abrolhos
O Farol de Abrolhos é um farol localizado no Estado da Bahia, no Brasil. Está localizado no cimo da Ilha de Santa Bárbara, a maior ilha do arquipélago de Abrolhos, que inclui o Parque Nacional Marinho dos Abrolhos.
Trata-se de uma torre cilíndrica em ferro fundido, com dupla galeria e 22 metros de altura, pintada com estreitas faixas horizontais brancas e pretas, sendo prefabricada em França.
Tem em funcionamento, uma das duas únicas lentes meso-radiantes de Fresnel da casa Barbier & Bernard (BBT), que se conhece terem sido fabricadas. A outra encontra-se no Farol da Ilha Rasa, no estado do Rio de Janeiro.
Emite um feixe de luz branca cada seis segundos com um alcance geográfico de 19 milhas náuticas (aproximadamente 35 km) e alcance luminoso de 51 milhas náuticas (aproximadamente 95 km). O alcance geográfico de um farol é a distância máxima onde se avista a fonte luminosa e depende da altura da fonte luminosa em relação ao nível do mar (DATUM local) e a altura do observador no passadiço da embarcação.
A tabela de referência da Marinha, contida na lista oficial de faróis da costa brasileira, estabelece como padrão uma altura de 5 metros do observador no passadiço até a superfície da água.
O alcance luminoso é a distância máxima de avistamento da luminosidade, e depende das condições atmosféricas, sendo essas consideradas ótimas para esse valor referido como máximo. Este farol conjuntamente com o Farol da Ilha Rasa, o segundo farol marítimo mais potente do mundo, só sendo ultrapassado em alcance pelo farol aéreo de Tetuan (aeroporto de Sania Ranel) em Marrocos, com 54 milhas náuticas de alcance luminoso.[carece de fontes?]

## Outras informações
- Local e farol é permitido acesso público em geral, mediante solicitação prévia, de 72h, do Comando do 2 Distrito Naval (Distrito da Marinha responsável pela Ilha de Santa Bárbara em Abrolhos)
- Características da luz: relâmpago 0,5s, oclusão 5,5s.
- Estação DGPS
- Estação RACON, código Q(- - • -), alcance 25 milhas náuticas[3] (aproximadamente 47 km)